# Barbara Szymańska-Makuch
Barbara Szymańska-Makuch (ur. 17 grudnia 1917 w Moskwie, zm. 25 grudnia 2003) – polska nauczycielka uhonorowana tytułem Sprawiedliwej wśród Narodów Świata.

## Życiorys
Barbara Szymańska ukończyła Państwową Średnią Szkołę Ogrodniczą w Wilnie. Znalazła pracę nauczycielki w szkole rolniczej w Mokoszynie pod Tarnobrzegiem, niedaleko Sandomierza. W 1939 roku mieszkała tam razem z matką, Janiną Szymańską
W czasie okupacji Barbara Szymańska opiekowała się i chroniła przed śmiercią kilkoro Żydów, w tym dr Olgę Lilien, Wolfa Jakubczyka, Zofię Preiss czy Małkę (nazwaną Marysią), córkę Sary Glass.
Czując zagrożenie Barbara z Marysią wyjechały do Lwowa, gdzie Marysia została umieszczona w ochronce u sióstr (i przeżyła wojnę). Tam Barbara zaangażowała się w działalność lwowskiego PPS oraz w Żegoty. Jesienią 1942 roku pojechała do Warszawy, po kolejną porcję dokumentów legalizacyjnych. W drodze powrotnej została ujęta i spędziła sześć tygodni w lubelskim więzieniu. Po przewiezieniu do Lwowa, mimo próby wykupienia jej przez podziemie, trafiła do obozu koncentracyjnego w Ravensbrück, gdzie przebywała do końca wojny.
Wkrótce po wojnie wyjechała na zaproszenie Małki Glass do Kanady, gdzie poznała swego przyszłego męża, Stanisława Makucha, żołnierza Armii Andersa. Prowadzili z mężem sklep ogrodniczy

## Życie prywatne
Barbara była córką Franciszka Szymańskiego i Janiny z domu Jacuńskiej. Matka Janiny była m.in. siostrą Bronisławy Władysławy Lucyny z domu Wierzyckiej (córki Walentego Wierzyckiego; Bronisława była siostrą Walentyny (1848–1910), matki m.in. Anny Podgórskiej). Barbara miała dwie siostry:
- Halinę Janinę (1922–2013), która wyszła za Przemysława Ogrodzińskiego, z którym mieli syna Piotra Ogrodzińskiego. Halina również czynnie angażowała się w pomoc Żydom
- Hannę (1924–?)[1][2].

## Odznaczenia
- Tytuł Sprawiedliwy wśród Narodów Świata (1979)[1]